# Dryadella simula
Dryadella simula är en orkidéart som först beskrevs av Heinrich Gustav Reichenbach, och fick sitt nu gällande namn av Carlyle August Luer. Dryadella simula ingår i släktet Dryadella och familjen orkidéer. Inga underarter finns listade i Catalogue of Life.

## Bildgalleri

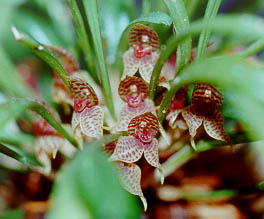
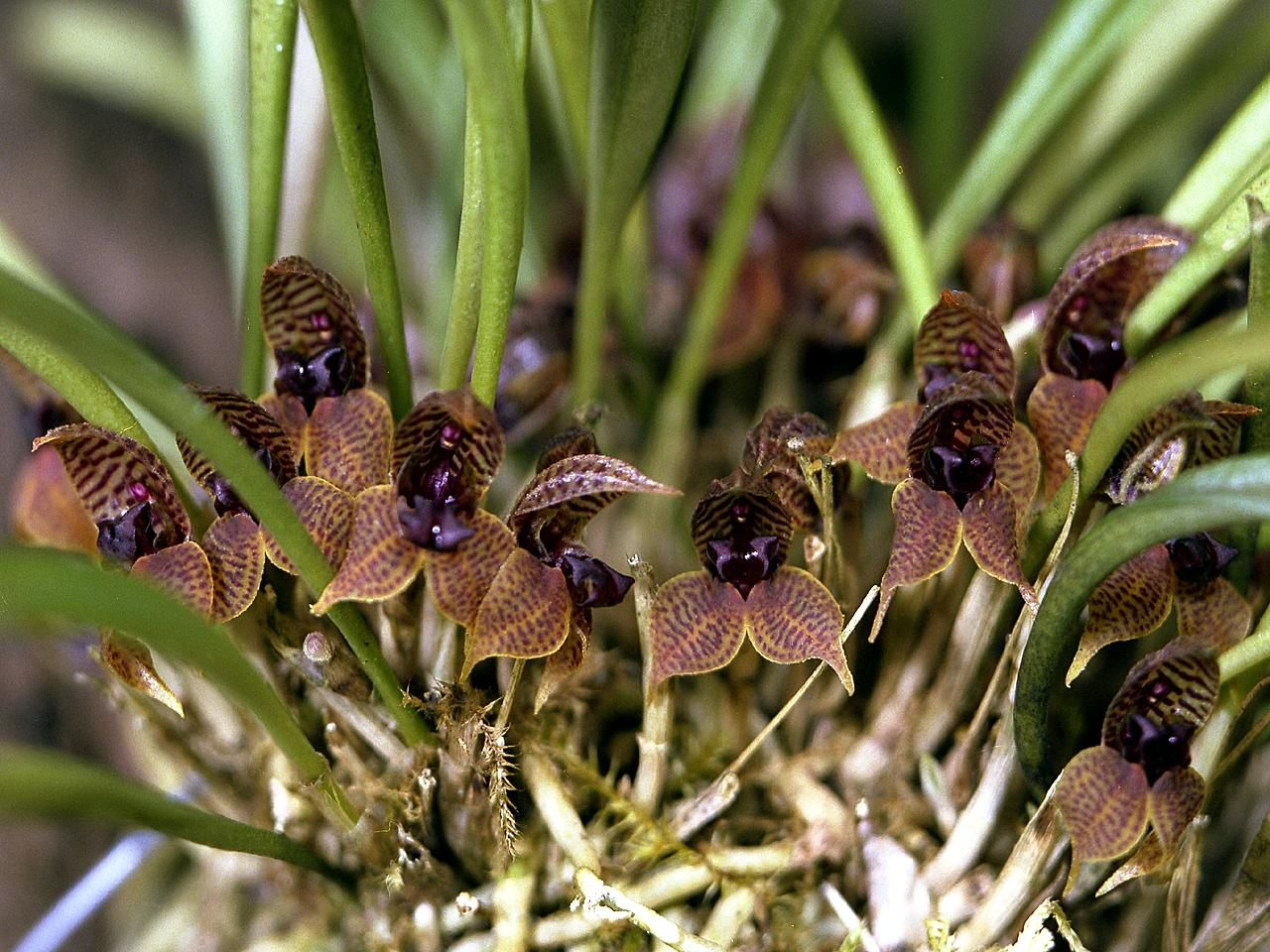
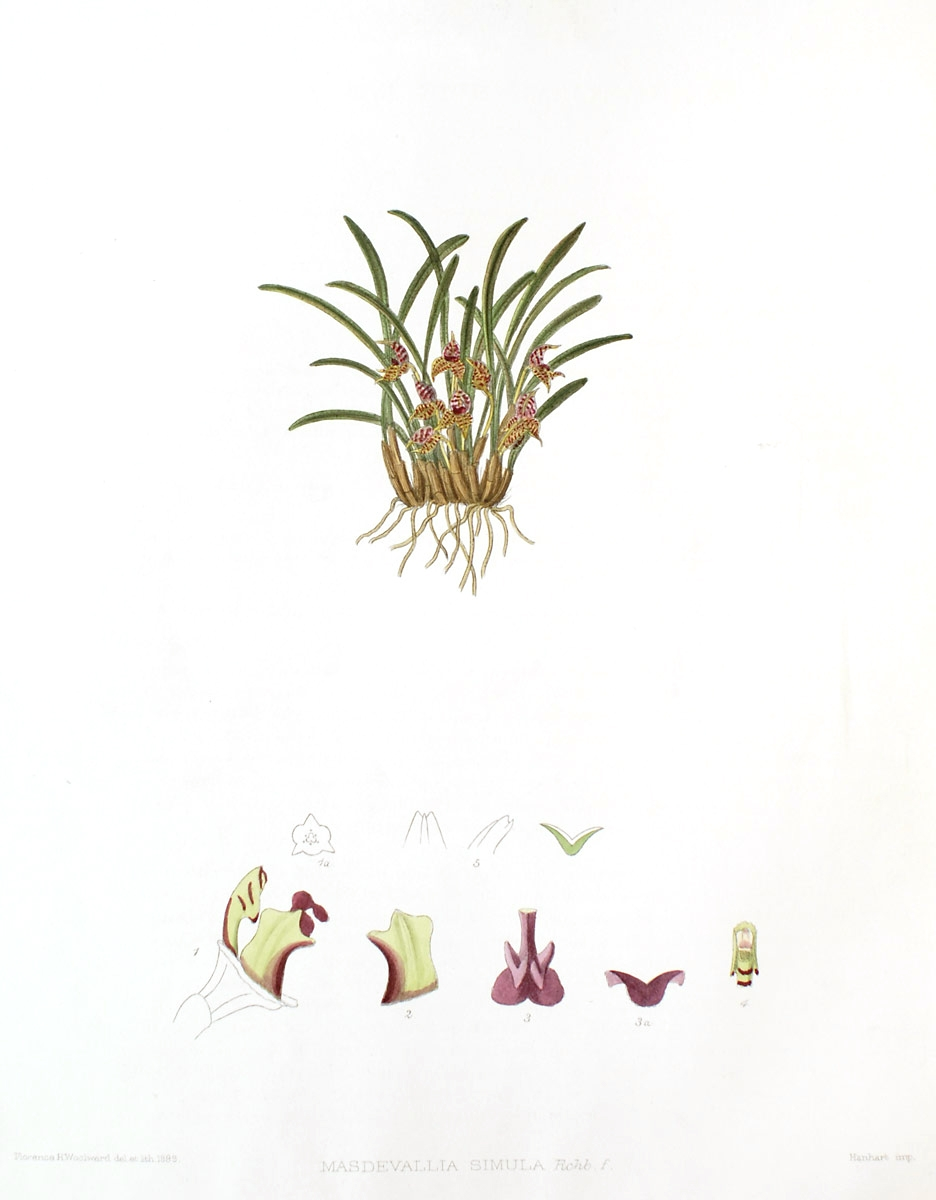